# 覇道総裁! 服従しないと……
覇道総裁! 服従しないと……（はどうそうさい ふくじゅうしないと）は、祥伝社出版のBL漫画作品である。
中国ではPVが14億4000万を超えた。日本では無料Webマンガサイト・MangaXで公開された。

## 登場人物
陸厳（りくげん）
建築デザイナー。葉小東に父親を救ってもらったかわりに彼の「ペット」になる。
葉小東（ようしょうとう）
やり手の実業家。一目惚れした陸厳を強引に襲った後に逃げられ、三年間探し続けた。
喬司（きょうし）
葉小東の甥。複雑な生い立ちで陸厳、葉小東と暮らすことに。陸厳を慕っている。